# Joachim de Belgique
Joachim d’Autriche-Este (né le 9 décembre 1991 à Woluwe-Saint-Lambert), prince de Belgique, archiduc d'Autriche-Este, est le fils cadet et le troisième enfant de Lorenz, archiduc d'Autriche-Este et de la princesse Astrid de Belgique.

## Biographie

### Famille
Le prince Joachim naît le 9 décembre 1991 à l'hôpital universitaire Saint-Luc de Woluwe-Saint-Lambert, en Belgique. Il est actuellement onzième dans l'ordre de succession au trône de Belgique. Il est le premier membre de ligne féminine de la famille royale belge à être né prince de Belgique, avec des droits de succession au trône. Son frère aîné, Amedeo et sa sœur aînée Maria Laura ont été créés prince et princesse de Belgique le 2 décembre 1991, plusieurs années après leur naissance.

### Éducation
Il fréquente le Malvern College dans le Worcestershire, en Angleterre, en 2010.
Le 16 novembre 2010, il s'engage dans un cours de formation volontaire de l'armée au Centre de formation de base à Arlon, en Belgique. Le 29 juillet 2011, il termine ses études à l'école nautique de Bruges pour devenir officier dans la marine belge.
Il étudie pour un Bachelor of International Economics, Management and Finance à partir de septembre 2011 à l'université Bocconi de Milan.
Après plusieurs années d'expérience professionnelle dans le domaine du private equity et des sociétés opérationnelles, il retourne sur les bancs pour suivre un MBA à la Harvard Business School,.

### Professionnel
Après avoir obtenu son MBA à la Harvard Business School, il a fondé Innesto Partners, un fonds dédié à l'investissement dans les search fund, avec un focus sur l'Europe.  

### Polémique
En mai 2020, en pleine pandémie de Covid-19, il est annoncé que le prince Joachim a été testé positif à la maladie, causée par un coronavirus appelé SARS-CoV-2. Le prince Joachim avait assisté à la fête d'anniversaire de sa petite amie Victoria Ortiz Martínez-Sagrera, à Cordoue, en Espagne, malgré le confinement,.

## Grades militaires
Au sein de la composante marine :
- 29 juillet 2011 – 26 décembre 2011 :
  - Adjudant 2e classe (Premier maître-chef / Eerste Meester Chef)
- 26 décembre 2011 – ... (avec serment le 5 mars 2012) : 
  - Enseigne de vaisseau de 2e classe (Enseigne 2 e Cl. / Vaandrig-ter-Zee 2 e Kl.)[14]
- 8 décembre 2020 – ... :
  - Enseigne de vaisseau de 1re classe (Enseigne 1 e Cl. / Vaandrig-ter-Zee 1 e Kl.)[15]

|                     |                                |                                 |
|                     |                                |                                 |
| Premier maître-chef | Enseigne de vaisseau 2e classe | Enseigne de vaisseau 1re classe |